# Kanton Ribiers
Ribiers is een voormalig kanton van het Franse departement Hautes-Alpes. Het kanton maakte deel uit van het arrondissement Gap tot het op 22 maart 2015 werd opgeheven en de gemeenten werden opgenomen in het kanton Laragne-Montéglin.

## Gemeenten
Het kanton Ribiers omvatte de volgende gemeenten:
- Antonaves
- Barret-sur-Méouge
- Châteauneuf-de-Chabre
- Éourres
- Ribiers (hoofdplaats)
- Saint-Pierre-Avez
- Salérans